# 卡萨博纳
卡萨博纳（義大利語：Casabona），是意大利克罗托内省的一个市镇。总面积68平方公里，人口2904人，人口密度42.7人/平方公里（2009年）。